# Epinephelus drummondhayi
Epinephelus drummondhayi (лат.) — вид лучепёрых рыб из семейства каменных окуней (Serranidae). Распространены в западной части Атлантического океана. Максимальная длина тела 110 см.

## Описание
Тело несколько удлинённое, покрыто ктеноидной чешуёй (с многочисленными дополнительными чешуйками). Высота тела почти равна длине головы, укладывается 2,4—2,6 раза в стандартную длину тела. Межглазничное пространство выпуклое. Предкрышка заострённая без выпуклого угла. На первой жаберной дуге 26—28 жаберных тычинок, из них на верхней части дуги 9—10 тычинок, а на нижней части 17—18. Длинный спинной плавник с 11 жёсткими колючими лучами и 15—16 мягкими лучами; мембраны между передними лучами рассечены. Анальный плавник с 3 жёсткими и 9 мягкими лучами. Грудные плавники с 18 лучами. Хвостовой плавник усечённый или слегка выпуклый, лопасти с острыми краями. Боковая линия с 72—76 чешуйками.
Тело и голова взрослых особей E. drummondhayi (более 30 см стандартной длины) тёмно-красновато-коричневого цвета, густо покрыты мелкими жемчужно-белыми пятнами; дистальные части грудных плавников желтоватые. Молодь (стандартная длина от 15 до 27 см) ярко-жёлтого цвета, тело покрыто мелкими голубовато-белыми пятнами.
Максимальная длина тела 110 см, масса тела до 30 кг.

## Биология
Морские придонные рыбы. Взрослые особи предпочитают скалистые грунты. Обитают в прибрежной зоне на глубине от 25 до 183 м, но обычно на глубине 60—120 м. Ведут одиночный образ жизни. Малоподвижны, добычу подстерегают в засаде. В нерестовый период могут образовывать небольшие скопления. В состав рациона входят кальмары, осьминоги, креветки, крабы и рыбы. В рационе крупных особей преобладает рыба.
Как и остальные представители рода E. drummondhayi является последовательным протогиническим гермафродитом. Все особи рождаются самками и только в течение жизненного цикла часть особей изменяет пол и становится самцами.
Самки впервые созревают при средней длине тела от 45 до 60 см в возрасте 4—5 лет. Смена пола происходит в возрасте 7—14 лет. Нерестятся с июля до сентября. Плодовитость крупных самок достигает 2 млн икринок.
Максимальная продолжительность жизни оценивается в 60—80 лет.

## Ареал
Распространены в западной части Атлантического океана от Северной Каролины на юг вдоль побережья США, Бермудские Острова; в Мексиканском заливе от Флорида-Кис до Луизианы и на юг до Юкатанского пролива и острова Косумель.